# Tambo (relais inca)
Pour les articles homonymes, voir Tambo.
Un tambo (en quechua : tampu, « relais ») est dans l'Empire inca un complexe architectural aux fonctions administratives et militaires. Construits sur les chemins incas, les tambos servent de point de ravitaillement et d'hébergement pour les émissaires impériaux dits « Chaski », et abritent alors des archives comptables sous la forme de quipus. Ils sont entretenus par les habitants des villages les plus proches, dans le cadre du système de conscription communautaire appelé mita.

## Structure et fonctions
Nombre de tambos furent construits dans le cadre de l'amélioration des chemins incas sous le règne de l'Inca Tupac Yupanqui, entre 1471 et 1493. Les archéologues estiment qu'il y en avait plus de deux mille, ce qui rend difficile une description exhaustive de leurs variations. Ils comprenaient au minimum une cuisine, plusieurs logements, et des entrepôts sous la forme de petits silos. Au-delà de ces structures communes, on constate une grande variété  de configurations. : certains tambos n'étaient rien de plus que de petits gîtes, d'autres formaient presque de petites villes-étapes pour les voyageurs, sans qu'on identifie de marqueur clair les distinguant de villages ou de petits centres administratifs. L'architecture et les sources documentaires suggèrent que la taille des sites correspondait probablement à leurs capacités d'hébergement.

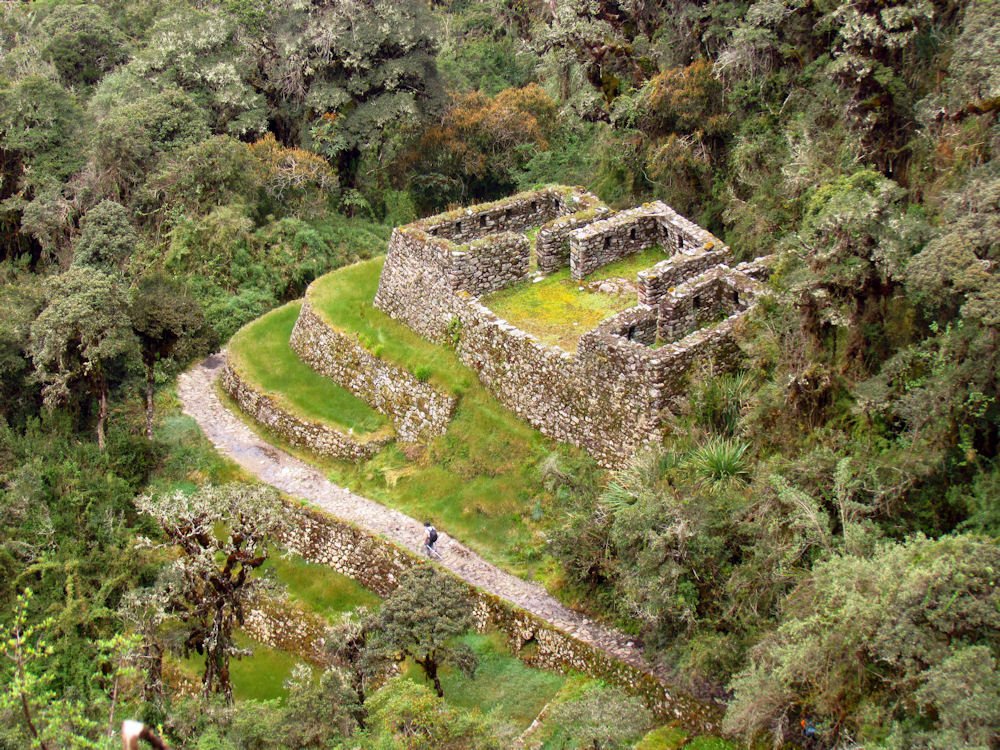
Le tambo de Qunchamarka sur le Chemin de l'Inca au Machu Picchu

L'importance d'un tambo dépendait de sa taille et de ses aménités, mais tous pouvaient accueillir plusieurs fonctionnaires impériaux en même temps. Les plus petits servaient par exemple de relais pour les chasquis, les émissaires impériaux qui voyageaient sur le réseau principal, et d'autres pouvaient de plus abriter des entrepôts capables de ravitailler une armée en mouvement. Cette dernière fonction ne doit pas conduire à confondre tambos et sites de stockage que les armées utilisaient ou réapprovisionnaient lors de leur passage.
Les tambos les plus importants pouvaient héberger l'Inca lui-même et toute sa cour (dont ses épouses et ses dignitaires). C'étaient également des centres artisanaux équipés d'ateliers de poterie et de tissage, et des centres administratifs servant à contrôler la région. Les plus grands contenaient en outre des espaces cérémoniels où célébrer les pratiques religieuses. Enfin, les archéologues y ont également retrouvé des traces d'activités minières, de chasse et de production de coca.
Le conquistador et chroniqueur espagnol Pedro Cieza de León mentionne à de nombreuses reprises les tambos dans ses Chroniques du Pérou. En voici un passage : « Ainsi se procuraient-ils le nécessaire à leurs hommes : toutes les quatre lieues on trouvait des gîtes et des entrepôts, et les représentants ou les intendants qui vivaient dans les capitales provinciales prenaient grand soin à ce que les indigènes tiennent ces relais ou gîtes (tambos) bien approvisionnés. Ainsi aucun d'entre eux n'avait à donner plus que les autres, et tous donnaient leur contribution, ils tenaient les comptes par un système de nœuds, qu'ils appellent quipus, et ainsi, après le passage des troupes, pouvaient-ils vérifier qu'il n'y avait pas eu de fraude. »

## Répartition
On retrouve les ruines de tambos sur tout le territoire de l'ancien Empire inca, dans les actuels Etats de Colombie, d'Equateur, du Pérou, de Bolivie et du Chili. De nombreux historiens affirment qu'ils étaient généralement établis à un jour de marche les uns des autres. Cependant, Hyslop fait remarquer que de nombreux facteurs, aussi bien individuels qu'extérieurs, peuvent affecter la distance parcourue en une journée, ce qui rend cette définition problématique. De fait, la distance entre deux tambos varie grandement, de moins de 10 kilomètres à presque 45 kilomètres.
Plusieurs facteurs affectaient la localisation des tambos : en général, les Incas essayaient de les placer près d'un point d'eau, en terrain favorable plutôt que dans les marais ou sur des pentes trop raides. Dans certains cas, les sites sont situés à l'écart des zones habitées (sans raison connue), et dans d'autres cas ils sont au contraire à proximité de la main-d'œuvre locale. En ce qui concerne leur espacement, la vitesse de déplacement des caravanes de lamas est inférieure à celle d'un marcheur isolé, et le déplacement de la cour impériale devait être plus lent encore, nécessitant des tambos plus rapprochés.

## Styles architecturaux
Les ruines des tambos témoignent d'une grande variété de styles architecturaux. Sans rentrer dans le détail, on peut dégager quelques grandes catégories.
La première remonte à l'époque pré-inca, et comprend les sites qui n'ont subi aucune modification ultérieure, les rendant ainsi faciles à identifier comme antérieurs à l'Empire inca. La deuxième comprend les sites pré-incas rénovés à l'époque impériale, qui arborent certaines caractéristiques architecturales incas.
La troisième rassemble les sites datant de l'époque inca, mais construits dans un style typiquement local, en général dans les régions où la culture locale était forte avant la conquête inca et a perduré. Une quatrième catégorie regroupe les sites de style principalement inca, avec quelques spécificités issues de la tradition locale. Enfin, la dernière catégorie est de style purement inca, principalement dans les zones les plus isolées.
Parmi les éléments architecturaux distinctement incas, le kancha se retrouve dans de très nombreux tambos à travers l'Empire. C'est un grand bâtiment rectangulaire, dont l'intérieur est divisé en petites pièces séparées, probablement pour faire face au climat froid et humide des montagnes andines. Hyslop note que le kancha se retrouve sur de nombreux sites incas, du grand Qorikancha de Cuzco jusqu'au plus petit et au plus isolé des tambos. Les archéologues pensent que ces structures servaient d'hébergement, ce qui correspond à la fonction de gîte pour les voyageurs.

## Après la conquête de l'Empire inca
Le chercheur Craig Morris note qu'après la conquête de l'Empire inca par les Espagnols, les populations locales ont cessé d'utiliser les tambos. Il en déduit que le système des tambos faisait partie d'un "urbanisme artificiel" créé par les Incas pour leur bénéfice plutôt que pour celui des peuples soumis. Morris étaie cette idée en soulignant que les tambos étaient souvent situés sur des interfaces interrégionales et des axes de transport, plutôt qu'à proximité des villages traditionnels.
Bien que les populations andines aient cessé de les utiliser, les tambos n'ont pas été complètement abandonnés après la chute de l'Empire inca : les colons espagnols se les sont parfois appropriés, et ils ont également construit de nouveaux relais sur les routes préexistantes, étendant ainsi encore l'étendue de territoire desservie par ce système.